# Yung Bans
 Vas Coleman  (Saint Louis, 1999. május 25. –) művésznevén  Yung Bans  amerikai rapper és dalszerző. Leginkább kislemezeiről ismert, köztük a Ridin, a Lonely, a Dresser, a Right Through You és a Playboi Cartival közös 4TSpoon; valamint a Yung Bans Vol. 1-5 mixtape sorozat.

## Élete
Vas Coleman a Missouri állambeli St. Louis-ban született. Hetedik osztályos korában Atlantába költözött. A Langston Hughes High School és a Virgil I. Grissom High School tanulója volt.
Hatodik osztályos korában kezdett rappelni.

## Diszkográfia
- Misunderstood (2019)

### Mixtape-ek
- Yung Bans (2017)
- Yung Bans Vol. 2 (2017)
- Yung Bans Vol. 3 (2018)
- Yung Bans Vol. 4 (2018)
- Yung Bans Vol. 5 (2018)